# Велика жупа Вука
Велика жупа Вука била је једна од 22 управне јединице (велике жупе) које су постојале у квислиншкој Независној Држави Хрватској (НДХ), од јуна 1941. до октобра 1944. године. Седиште велике жупе било је у Вуковару.
Формирана је 26. јуна 1941. на основу Законске одредбе о Великим жупама, донета 10. јуна исте године. Обухватала је територију Срема, односно некадашње Сремске жупаније, из времена Аустроугарске и Сремске области, из времена Краљевине СХС, а назив је добила по реци Вуки. Била је подељена на 10 котара (срезова) — Винковци, Вуковар, Земун, Илок, Ириг, Рума, Стара Пазова, Хрватски Карловци, Хрватска Митровица и Шид. У свом саставу је имала и седам градова — Земун, Вуковар, Винковци, Петроварадин, Хрватски Карловци (Сремски Карловци) и Хрватска Митровица (Сремска Митровица).
У периоду од априла до октобра 1941. део југо-источног Срема (источно од линије Бољевци на Сави – Сланкамен на Дунаву), који је обухватао делове Котара Стара Пазова и Котара Земун, налазио се под директном немачком окупацијом, са доминантном улогом домаћег немачког становништва, али је потом и званично укључен у састав Велике жупе Вуке. Територијалним преуређењем великих жупа, 5. јула 1944. у састав Велике Жупе Вука ушао је Котар Жупања, који се пре тога налазио у саставу Велике жупе Посавје.
На челу грађанске управе у Великој жупи Вука налазио се велики жупан Јакоб Еликер, домаћи Шваба, адвокат из Бачке Паланке и једна од вођа Културбунда. Велики жупан је био повереник Владе НДХ, а именовао га је поглавник НДХ Анте Павелић.
Током Београдске операције, када су се јаке снаге НОВ и ПОЈ и Црвене армије, припремале да преко Саве пређу Срем, у Великој жупи Вука је 14. октобра 1944. проглашено ванредно стање, након чега је цивилна власт замењена војном, а жупска управа „привремено” угашена. Убрзо након тога, у снажном продору партизанско-совјетских снага ослобођен је већи део Срема, а на њеној територији је од половине новембра 1944. до полоине априла 1945. вођен Сремски фронт. Пробојем фронта 12. априла 1945. јединице Југословенске армије су ослободиле читав Срем чиме је и дефинитивно престала да постоји Велика жупа Вука.

## Историјат
Велика жупа Вука била је једна од највећих великих жупа у НДХ и једна од привредно и геополитички најзначајнијих. Сва влат у жупи била је подељена између Хрвата и немачке националне мањине (фолксдојчера). Велики жупан био је домаћи Немац др Јакоб Еликер, а поджупан Хрват Лука Аждајић. На нижим управним положајима (котари, градови и општине), поред Хрвата и домаћих Немаца, налазио се и понеки представник других националности (Мађар, Словак, Русин). Значајну улогу у организовању усташке власти у Великој жупи Вука имао је Марко Ламешић, предратни вођа Хрватске сељачке странке из Сремске Митровице и изванредни усташки повереник за источну Славонију. Почетна блиска сарадња између усташа и фолксдојчера, брзо је ослабила, а први сукоби избијали су око преузимања општинских и котарских управа, жандармеријских/оружничких станица, око поделе српске и јеврејске имовине и др.
Несугласице између усташа и фолксдојчера посебно су биле изражене у источном Срему (земунски, старопазовачки и румски срез), где је живео највећи број домаћих Немаца. Они нису желели да буду у саставу усташке државе и од првог дана окупације су тражили да овај део Срема, заједно са Банатом, чини Немачку подунавску покрајину. Од априла до октобра 1941. источни део Срема налазио се као интересно привредно подручје под контролом немачког војног заповедника у Србији, а овде се налазило и седиште немачког привредног комесара за источни Срем Франца Нојхаузена (касније изванредни опуномоћеник за привредна питања у окупираној Србији). Договором Владе НДХ и Владе Трећег рајха овај део Срема је октобра 1941. и званично укључен у састав НДХ, односно Велике жупе Вука.
Од оружаних формација окупаторско-квислиншка власт у Великој жупи Вука је имала:
- Домобрански сремски здруг (одред), у јачини од 3 батаљона са око 2.000 људи
- Прву ловачку бојну (батаљон)
- Прву усташку бојну
- Приправни батаљон фолксдојчера и делове 1. и 2. регрутног пука са око 3.000 људи
- два батаљона 4. бродског здруга
- припремну усташку бојну
- жељезничку стожерну бојну
- делове 2. усташке бригаде
- један батаљон немачке регуларне војске (Вермахт), са три вода оклопних кола
- Пољопривредну домобранску бојну, са око 700 људи

Поред ових снага, службени орган реда у Великој жупи Вука били су оружништво (жандармерија) и редарство (полиција). Оружништво је имало два крила — вуковарско и земунско, као и пет оружничких водова и око 50 оружничких станица. Редарствене испоставе (полицијске станице) постојале су у местима која су имала статус града — Винковци, Земун, Петроварадин, Хрватски Карловци и Хрватска Митровица. У Вуковару, који је био седиште Велике жупе, уместо редрствене испоставе постојала је Жупска редарствена област (обласна полиција) надлежна за цео Срем. Повереништво Усташке надзорне службе за Велику жупу Вука и град Земун, било је оружани и цивилни орган окупаторско-квислиншке власти и жупска институција, али сe из одређених разлога уместо у Вуковару, налазио у Земуну, а известан број агената је имао широм Срема.
На територији Велике жупе Вука није се налазило седиште ни једног од специјалних судова (народних и преких судова), али су овде заседали покретни преки судови, који су судили по потреби. У Вуковару је од јула 1941. заседао покретни преки суд под председништвом злогласног судије Ивана Видњевића. Наредбом поглавника НДХ 9. августа 1942. у Вуковару је основано Више редарствено повјереништво (полицијски комесаријат) за Велику жупу Вука, на челу са вишим редарственим повјереником (комесаром) Виктором Томићем. Одмах по његовом доласку, 11. августа почео је са радом и покретни преки суд, који је сутрадан изрекао прве смртне казне. Током читавог месеца трајала су масовна хапшења, а покретни суд је свакодневно заседао и изрицао смртне пресуде, које су извршаване на стратишту Дудик, у близини Вуковара. Седиште Повереништва и покретног суда премештено је 26. августа у Хрватску Митровицу, након чега је усташки терор захватио највећи део Срема. Од краја августа до средине септембра 1942, покретни суд је заседао у сремскомитровачком затвору изрицајући на хиљде смртних пресуда, која су вршена на православном гробљу. Према налазима Државне комисије за ратне злочине, у току акције Виктора Томића ухашпено је и злостављано преко 10.000, а убијено је нестало око 6.000 људи. Услед протеста са више страна, на захтев Зигфрида Кашеа, посланика Трећег рајха у НДХ, Томић је 11. септембра 1942. смењен, а након тога је акција масовног терора заустављена.